# Inquisitor sexradiata
Inquisitor sexradiata é uma espécie de gastrópode do gênero Inquisitor, pertencente a família Pseudomelatomidae.